# SMS G 170
G 170 – niemiecki niszczyciel z okresu I wojny światowej. Sprzedany stoczni złomowej w 27 września 1921 roku.